# Kenny Roberts Jr.
Kenneth (Kenny) Lee Roberts Jr. (ur. 25 lipca 1973 w Mountain View w stanie Kalifornia) – amerykański kierowca motocyklowy. Mistrz Świata najwyższej kategorii MotoGP z 2000 roku. Jest synem trzykrotnego Mistrza Świata Kenny Robertsa. Jedyny syn mistrza świata, który dokonał tego sam.

## Kariera

### 250 cm³
Kenny w Motocyklowych Mistrzostwach Świata zadebiutował w sezonie 1993 w klasie 250 cm³, podczas GP USA. Dosiadając motocykl Yamahy, zmagania zakończył na dziesiątym miejscu. Uzyskane punkty sklasyfikowały go na 27. pozycji. W kolejnym roku wystartował w czterech ostatnich wyścigach sezonu. Trzykrotnie dojechał do na punktowanych lokatach, na najlepszym uzyskując szóste miejsce. Ostatecznie w klasyfikacji końcowej zajął 18. pozycję. W roku 1995 Roberts Jr. startował w całym sezonie. Najlepiej spisał się podczas GP Czech, gdzie zajął czwartą pozycję. W klasyfikacji końcowej uplasował się na 8. miejscu.

### 500 cm³
W 1996 roku przeszedł do najwyższej klasy 500 cm³, gdzie również dosiadał motocykl japońskiego producenta. Debiut w tej klasie również mógł zaliczyć do całkiem udanych. Ostatecznie zajął 13. lokatę z dorobkiem przyzwoitych 69 "oczek". Po zaledwie roku współpracy z japońskim teamem w tej kategorii i czterech lat łącznie, przeszedł do teamu Modenas, w której to spędził dwa sezony. Obydwa zakończył w drugiej dziesiątce (16. i 13. miejsce) z łącznym dorobkiem 96 punktów. W roku 1999 przeszedł do Suzuki, gdzie spędził aż siedem lat. W tym zespole osiągał jednak największe sukcesy. Już w pierwszym roku współpracy zdołał aż ośmiokrotnie stanąć na podium, w tym czterokrotnie zwyciężyć. Sezon ukończył na kapitalnym drugim miejscu z dorobkiem aż 220 punktów. W zaledwie drugim sezonie startów w japońskiej ekipie wreszcie sięgnął po najwyższy laur. Zdobył wówczas jeszcze większą pulę 258 "oczek" (dziewięć wizyt w trójce, w tym ponownie cztery wygrane). Niestety po dwóch świetnych sezonach przyszedł czarny okres Suzuki. Przez ostatnie pięć lat zdołał stanąć zaledwie trzy razy na podium oraz raz zdobyć pierwsze pole startowe. Po 2005 roku opuścił japoński team. Miejsce dla siebie znalazł w KR. Po obiecującym pierwszym sezonie w tej ekipie (stanął dwukrotnie na podium i zajął w generalnej klasyfikacji 6. pozycję) przyszedł kolejny nieudany rok dla Amerykanina i jak się okazało ostatni. W ciągu siedmiu rund, w których wystartował, zdobył zaledwie 4 punkty, co było jego najgorszym wynikiem w całej karierze. Został sklasyfikowany na 24. lokacie. Po tym roku zakończył karierę sportową.

## Statystyki liczbowe

### Sezony
| Sezon | Klasa   | Motocykl            | Zespół               | Wyścig | Zwycięstwo | Podium | PP | NO | Pkt  | Poz. koń. | MŚ |
| ----- | ------- | ------------------- | -------------------- | ------ | ---------- | ------ | -- | -- | ---- | --------- | -- |
| 1993  | 250 cm³ | Yamaha TZM250       | Yamaha-Team Roberts  | 1      | 0          | 0      | 0  | 0  | 6    | 27        | 0  |
| 1994  | 250 cm³ | Yamaha TZM250       | Yamaha-Team Roberts  | 4      | 0          | 0      | 0  | 0  | 23   | 18        | 0  |
| 1995  | 250 cm³ | Yamaha TZM250       | Yamaha-Team Roberts  | 13     | 0          | 0      | 0  | 0  | 82   | 8         | 0  |
| 1996  | 500 cm³ | Yamaha YZR500       | Yamaha-Team Roberts  | 13     | 0          | 0      | 0  | 0  | 69   | 13        | 0  |
| 1997  | 500 cm³ | Modenas KR3         | Modenas-Team Roberts | 15     | 0          | 0      | 0  | 0  | 37   | 16        | 0  |
| 1998  | 500 cm³ | Modenas KR3         | Modenas-Team Roberts | 13     | 0          | 0      | 0  | 0  | 59   | 13        | 0  |
| 1999  | 500 cm³ | Suzuki RGV500       | Suzuki GP            | 16     | 4          | 8      | 5  | 5  | 220  | 2         | 0  |
| 2000  | 500 cm³ | Suzuki RGV500       | Suzuki GP            | 16     | 4          | 9      | 4  | 3  | 258  | 1         | 1  |
| 2001  | 500 cm³ | Suzuki RGV500       | Suzuki GP            | 16     | 0          | 1      | 0  | 0  | 97   | 11        | 0  |
| 2002  | MotoGP  | Suzuki GSV-R        | Suzuki MotoGP        | 15     | 0          | 1      | 0  | 0  | 99   | 9         | 0  |
| 2003  | MotoGP  | Suzuki GSV-R        | Suzuki MotoGP        | 13     | 0          | 0      | 0  | 0  | 22   | 19        | 0  |
| 2004  | MotoGP  | Suzuki GSV-R        | Suzuki MotoGP        | 12     | 0          | 0      | 1  | 0  | 37   | 18        | 0  |
| 2005  | MotoGP  | Suzuki GSV-R        | Suzuki MotoGP        | 14     | 0          | 1      | 0  | 0  | 63   | 13        | 0  |
| 2006  | MotoGP  | Team Roberts KR211V | Team Roberts         | 17     | 0          | 2      | 0  | 1  | 134  | 6         | 0  |
| 2007  | MotoGP  | Team Roberts KR212V | Team Roberts         | 7      | 0          | 0      | 0  | 0  | 4    | 24        | 0  |
| Razem |         |                     |                      | 185    | 8          | 22     | 10 | 9  | 1210 |           | 1  |

### Wyścigi
| Rok  | Klasa   | Motocykl            | 1       | 2       | 3       | 4       | 5       | 6       | 7       | 8       | 9       | 10      | 11      | 12      | 13      | 14     | 15      | 16      | 17    | 18    | Poz | Pkt |
| ---- | ------- | ------------------- | ------- | ------- | ------- | ------- | ------- | ------- | ------- | ------- | ------- | ------- | ------- | ------- | ------- | ------ | ------- | ------- | ----- | ----- | --- | --- |
| 1993 | 250 cm³ | Yamaha              | AUS -   | MAL -   | JPN -   | SPA -   | AUT -   | GER -   | NED -   | EUR -   | RSM -   | GBR -   | CZE -   | ITA -   | USA 10  | FIM -  |         |         |       |       | 27  | 6   |
| 1994 | 250 cm³ | Yamaha              | AUS -   | MAL -   | JPN -   | SPA -   | AUT -   | GER -   | NED -   | ITA -   | FRA -   | GBR -   | CZE Ret | USA 8   | ARG 6   | EUR 11 |         |         |       |       | 18  | 23  |
| 1995 | 250 cm³ | Yamaha              | AUS 7   | MAL 9   | JPN Ret | SPA Ret | GER 4   | ITA 6   | NED 5   | FRA 6   | GBR Ret | CZE 8   | BRA 13  | ARG Ret | EUR 5   |        |         |         |       |       | 8   | 82  |
| 1996 | 500 cm³ | Yamaha              | MAL -   | INA -   | JPN 12  | SPA 6   | ITA 10  | FRA Ret | NED 5   | GER 5   | GBR Ret | AUT Ret | CZE 4   | IMO 10  | CAT Ret | BRA 13 | AUS 11  |         |       |       | 13  | 69  |
| 1997 | 500 cm³ | Modenas             | MAL Ret | JPN Ret | SPA 18  | ITA Ret | AUT Ret | FRA Ret | NED 8   | IMO 17  | GER Ret | BRA Ret | GBR 11  | CZE 9   | CAT 8   | INA 9  | AUS 14  |         |       |       | 16  | 37  |
| 1998 | 500 cm³ | Modenas             | JPN 11  | MAL 11  | SPA 9   | ITA Ret | FRA 13  | MAD INJ | NED 9   | GBR Ret | GER 6   | CZE 10  | IMO 14  | CAT 10  | AUS 10  | ARG 11 |         |         |       |       | 13  | 59  |
| 1999 | 500 cm³ | Suzuki              | MAL 1   | JPN 1   | SPA 13  | FRA Ret | ITA 5   | CAT 6   | NED 2   | GBR 8   | GER 1   | CZE 3   | IMO 6   | VAL 2   | AUS 10  | RSA 22 | BRA 3   | ARG 1   |       |       | 2   | 220 |
| 2000 | 500 cm³ | Suzuki              | RSA 6   | MAL 1   | JPN 2   | SPA 1   | FRA 6   | ITA 6   | CAT 1   | NED Ret | GBR 2   | GER 3   | CZE 4   | POR 2   | VAL 2   | BRA 6  | PAC 1   | AUS 7   |       |       | 1   | 258 |
| 2001 | 500 cm³ | Suzuki              | JPN 7   | RSA 7   | SPA 7   | FRA 6   | ITA Ret | CAT Ret | NED 6   | GBR 8   | GER 9   | CZE Ret | POR 6   | VAL 3   | PAC 8   | AUS 15 | MAL Ret | BRA 16  |       |       | 11  | 97  |
| 2002 | MotoGP  | Suzuki              | JPN Ret | RSA Ret | SPA 8   | FRA 5   | ITA Ret | CAT 7   | NED 6   | GBR 14  | GER INJ | CZE 11  | POR 4   | BRA 3   | PAC 6   | MAL 8  | AUS 9   | VAL Ret |       |       | 9   | 99  |
| 2003 | MotoGP  | Suzuki              | JPN 14  | RSA 15  | SPA 13  | FRA 16  | ITA Ret | CAT INJ | NED INJ | GBR INJ | GER 15  | CZE 20  | POR 17  | BRA 17  | PAC 15  | MAL 14 | AUS 9   | VAL 11  |       |       | 19  | 22  |
| 2004 | MotoGP  | Suzuki              | RSA Ret | SPA 8   | FRA 12  | ITA Ret | CAT 17  | NED 16  | BRA 7   | GER 8   | GBR 17  | CZE 10  | POR 14  | JPN Ret | QAT -   | MAL -  | AUS -   | VAL -   |       |       | 18  | 37  |
| 2005 | MotoGP  | Suzuki              | SPA Ret | POR 12  | CHN Ret | FRA 13  | ITA 15  | CAT 15  | NED 16  | USA 14  | GBR 2   | GER 11  | CZE 11  | JPN 8   | MAL 7   | QAT 11 | AUS -   | TUR -   | VAL - |       | 13  | 63  |
| 2006 | MotoGP  | Team Roberts KR211V | SPA 8   | QAT 10  | TUR 13  | CHN 13  | FRA Ret | ITA 8   | CAT 3   | NED 5   | GBR 5   | GER Ret | USA 4   | CZE 4   | MAL 7   | AUS 14 | JPN 9   | POR 3   | VAL 8 |       | 6   | 134 |
| 2007 | MotoGP  | Team Roberts KR212V | QAT 13  | SPA 16  | TUR 16  | CHN 15  | FRA Ret | ITA 17  | CAT 16  | GBR -   | NED -   | GER -   | USA -   | CZE -   | RSM -   | POR -  | JPN -   | AUS -   | MAL - | VAL - | 24  | 4   |